# Jonny Wilkinson
Jonathan Peter Wilkinson (n. Surrey, Reino Unido, 25 de mayo de 1979) es un exjugador inglés de rugby que se desempeñaba como apertura.
Wilkinson, es considerado uno de los mejores jugadores de Rugby de todos los tiempos, ganó el premio a Mejor Jugador del Mundo en el año 2003. Fue miembro del equipo inglés ganador de la Copa del Mundo de 2003, marcando el tanto de drop que permitió la victoria a su equipo ante Australia en el último minuto de tiempo suplementario del partido final. También realizó dos giras con los British and Irish Lions en 2001 y 2005, marcando 67 puntos en los seis partidos en los que participó. El 3 de abril de 2009 la Universidad de Surrey le otorgó un doctorado honoris causa por sus servicios a la industria deportiva. Se retiró de su selección finalizado el mundial de Nueva Zelanda 2011 y de su carrera profesional en mayo de 2014 luego de ganar la Copa de Europa.
Es considerado como uno de los más grandes jugadores en su posición y de la historia, además de ser determinante en el XV de la Rosa más importante de todos los tiempos, consiguiendo el único Mundial ganado por el hemisferio norte y cuatro veces el Torneo de las Seis Naciones; 2000, 2001, 2003 (con Grand Slam) y 2011. Es el segundo jugador con más puntos marcados para la selección inglesa con 1179 y también segundo jugador con más partidos en ella (91). También es el máximo anotador de puntos de la Copa Mundial.

## Biografía
Wilkinson creció en Cheltenham y comenzó a jugar rugby muy tempranamente, participando en el deporte desde la edad de cuatro años. Jugó primero para el Alton RFC, y luego para el Farnham RFC. Su padre, Phil, fue jugador del Alton RFC y tanto el hermano de Jonny, Mark, como su primo Tom Grogan son jugadores de rugby. Comenzó su educación en la Weybourne Infants School de Farnham, asistiendo también a Pierrepont en Frensham, pero fue en el Lord Wandsworth College donde estableció su reputación. Jugando con su compañero de selección Peter Richards, llevó a Lord Wandsworth a las semifinales de la competencia nacional escolar del Daily Mail de 1996. En la escuela Wilkinson practicó también cricket y tenis, deportes que abandonó cuando el rugby empezó a ocupar también la mayor parte de su tiempo libre de verano. Fue capitán del equipo de cricket de Lord Wandsworth en 1997.
Steve Bates, entrenador de Wilkinson en la escuela, lo llevó al equipo que dirigía, los Newcastle Falcons. Después de finalizar la escuela en el verano de 1997, Jonny difirió sus estudios en la Universidad de Durham por un año para probarse en el rugby profesional. Su primera temporada fue tan exitosa que aparte de un curso de psicología del deporte que tomó en 1999, sus estudios universitarios continúan suspendidos años después.
Adquirió prestigio como parte de la gira del equipo de menores de 18 de las escuelas inglesas por Australia en 1997. En esa gira marcó 94 puntos en solo cinco partidos.

### Carrera
Wilkinson comenzó su carrera en los Newcastle Falcons jugando como número 12, primer centro, compitiendo por un lugar con veteranos internacionales como Inga Tuigamala, y el British Lion Alan Tait. Se convirtió en estrella de un equipo que ganaría el título de la Premiership inglesa de 1997/98. Luego de la «Gira al Infierno», regresó a la actividad en Inglaterra, reemplazando en los Falcons a Rob Andrew, convertido en entrenador principal (luego sería director de rugby del equipo), como medio apertura y pateador. Wilkinson se tornó figura permanente de la selección nacional, estando en la formación inicial en todos los partidos del Cinco Naciones 1999. Jugó también para los Falcons en la derrota frente a los London Wasps por la final de la Tetley’s Bitter Cup.

### Carrera reciente
Debido a numerosas lesiones (de rodilla, ligamentos, brazo, hombro y riñón) Wilkinson ha tenido una carrera internacional con muchas interrupciones, y no volvió a actuar para su selección nacional hasta 1169 días después de su última intervención en la Copa del Mundo 2003, cuando apareció en el partido inaugural del Torneo de las Seis Naciones contra Escocia el 3 de febrero de 2007. En su regreso Wilkinson marcó 27 puntos, un récord para la Copa Calcuta, y fue reconocido como el mejor jugador del partido (Man of the Match). En el partido de la siguiente semana contra Italia se convirtió en el mayor anotador de la historia del «Seis Naciones», récord que luego sería superado por el irlandés Ronan O'Gara. El 6 de octubre de 2007 se convirtió también en el mayor anotador de la historia de la Copa del Mundo, convirtiendo cuatro penales en el partido de cuartos de final contra Australia y superando así al escocés Gavin Hastings. En el partido del «Seis Naciones» de 2008 contra Italia se convirtió en el primer jugador inglés (y segundo en total) en marcar 1000 puntos para su selección nacional. También es le mayor anotador de drops en el rugby internacional con un total de 34. En marzo de 2008 pasó a ser el mayor anotador de la historia del rugby internacional de selecciones, superando al galés Neil Jenkins. En septiembre de 2008 volvió a sufrir una grave lesión. En mayor de 2009 acordó unirse al plantel del club francés Toulon con un contrato por dos años, abandonando Newcastle después de doce temporadas. En julio de 2009 fue convocado nuevamente al equipo nacional inglés por primera vez desde el «Seis Naciones» de 2008.

## Selección nacional
Debutó a los dieciséis años en el Seleccionado Nacional M-16. Jugó su primer partido en la selección mayor el 4 de abril de 1998 como suplente encontra de Irlanda reemplazando a Mike Catt.
Participó luego en la llamada «Gira al Infierno» de 1998, en la que Inglaterra sufrió fuertes derrotas ante Nueva Zelanda y Australia (frente a quiénes cayeron 76-0). Wilkinson jugó para Inglaterra en los partidos contra Australia, los Estados Unidos y Canadá en los partidos preparatorios para el mundial de Gales 1999. Su debut en la Copa se produjo contra Italia, marcando un try, convirtiendo otros seis y acertando cinco penales para sumar 32 puntos en la victoria 67-7. Después de jugar el siguiente partido de la zona contra los «All Blacks», que Inglaterra perdió 30-16, tuvo descanso en el partido contra Tonga, partido que su equipo ganó 101-10. Después del partido eliminatorio para cuartos de final contra Fiyi, Wilkinson fue relegado a la banca para el partido de cuartos de final contra Sudáfrica. Inglaterra perdió 44-21 y quedó fuera del torneo. El entrenador inglés, Woodward, rehusó explicar las razones de la exclusión, y después del partido algunos comentaristas atribuyeron la derrota a la falta de coherencia del seleccionador para conformar el equipo.
En el año 2000, Wilkinson jugó para Inglaterra los cinco partidos del Seis Naciones. Inglaterra ganó el torneo, pero no logró obtener un Grand Slam al caer derrotada frente a Escocia en el último partido de la serie. La selección inglesa partió de gira a Sudáfrica en junio. Wilkinson logró todos los puntos de su equipo en la victoria de 27-22 en Bloemfontein. Luego fue seleccionado otras tres veces para los partidos internacionales de fin de año consolidándose como titular.

### Participaciones en Copas del Mundo
| Mundial                       | Sede          | Resultado        | PJ | Pts |
| ----------------------------- | ------------- | ---------------- | -- | --- |
| Copa Mundial de Rugby de 1999 | Gales         | Cuartos de final | 3  | 69  |
| Copa Mundial de Rugby de 2003 | Australia     | Campeón          | 6  | 113 |
| Copa Mundial de Rugby de 2007 | Francia       | Subcampeón       | 4  | 67  |
| Copa Mundial de Rugby de 2011 | Nueva Zelanda | Cuartos de final | 3  | 28  |

## Hitos de su carrera
| Fecha                    | Torneo                       | Lugar       | Oponente                      | Resumen de tantos  | Puntos totales | Comentarios |  |
| ------------------------ | ---------------------------- | ----------- | ----------------------------- | ------------------ | -------------- | --- |  |
| 4 de abril de 1998       | Cinco Naciones               | Twickenham  | Irlanda (ganado, 35-17)       |                    | 0              | Wilkinson debuta reemplazando a Mike Catt, convirtiéndose en el jugador más joven en representar a Inglaterra. |  |
| 6 de junio de 1998       | Copa Cook                    | Brisbane    | Australia (perdido, 0-76)     |                    | 0              | El primer partido como titular es la mayor derrota de Inglaterra. |  |
| 20 de junio de 1998      | Amistoso                     | Dunedin     | Nueva Zelanda (perdido 22-64) |                    | 0              | |  |
| 20 de febrero de 1999    | 5 Naciones                   | Twickenham  | Escocia (ganado 24-21)        | 3 c, 1 p           | 9              | |  |
| 6 de marzo de 1999       | 5 Naciones                   | Dublín      | Irlanda (ganado 27-15)        | 1 c, 4 p           | 14             | |  |
| 20 de marzo de 1999      | 5 Naciones                   | Twickenham  | Francia (ganado 21-10)        | 7 p                | 21             | Wilkinson anota todos los tantos a favor de su equipo en el partido, con 7 golpes de castigo pasados a palos. |  |
| 11 de abril de 1999      | 5 Naciones                   | Wembley     | Gales (perdido 31-32)         | 2 c, 4 p           | 16             | Inglaterra deja sin Grand Slam (todas las victorias en una misma edición del Torneo) a Gales en el estadio de Wembley. |  |
| 26 de junio de 1999      | Cook Cup                     | Sydney      | Australia (perdido15-22)      | 1 c, 1 p           | 5              | |  |
| 21 de agosto de 1999     | Amistoso                     | Twickenham  | EE. UU. (ganado 106-8)        | 13 c               | 26             | |  |
| 28 de agosto de 1999     | Amistoso                     | Twickenham  | Canadá (ganado 36-11)         | 4 c, 1 p           | 11             | Wilkinson sobrepasa la cifra de 100 puntos en partidos con el XV de la Rosa. |  |
| 2 de octubre de 1999     | Copa del Mundo de Rugby 1999 | Twickenham  | Italia (ganado 67-7)          | 1 t, 6 c, 5 p      | 32             | |  |
| 9 de octubre de 1999     | Copa del Mundo de Rugby 1999 | Twickenham  | Nueva Zelanda (lost 16-30)    | 1 c, 3 p           | 11             | |  |
| 9 de noviembre de 2002   | Amistoso                     | Twickenham  | Nueva Zelanda (ganado 31-28)  | 1 t, 2 c, 3 p, 1 d | 21             | Wilkinson consigue un 'full house' (anotación de, al menos, una de cada posibilidad existente en el juego del rugby), a la vez que Inglaterra vence en un clásico a los All Blacks.                                           |  |
| 16 de noviembre de 2002  | Cook Cup                     | Twickenham  | Australia (ganado 32-31)      | 2 c, 6 p           | 22             | |  |
| 15 de febrero de 2003    | 6 Naciones                   | Twickenham  | Francia (ganado 25-17)        | 1 c, 5 p, 1 d      | 20             | |  |
| 22 de febrero de 2003    | 6 Naciones                   | Cardiff     | Gales (ganado 26-9)           | 2 c, 2 p, 2 d      | 16             | |  |
| 9 de marzo de 2003       | 6 Naciones                   | Twickenham  | Italia (ganado 40-5)          | 4 c                | 8              | |  |
| 22 de marzo de 2003      | 6 Naciones                   | Twickenham  | Escocia (ganado 40-9)         | 3 c, 4 p           | 18             | |  |
| 30 de marzo de 2003      | 6 Naciones                   | Dublíín     | Irlanda (ganado 42-6)         | 3 c, 1 p, 2 d      | 15             | Inglaterra consigue el Grand Slam en la edición del Torneo VI Naciones de 2003. |  |
| 14 de junio de 2003      | Amistoso                     | Wellington  | Nueva Zelanda (ganado 15-13)  | 4 p, 1 d           | 15             | Inglaterra consigue el récord de victorias consecutivas contra Nueva Zelanda por primera vez. |  |
| 21 de junio de 2003      | Cook Cup                     | Melbourne   | Australia (ganado 25-14)      | 2 c, 2 p           | 10             | Primera victoria del XV de la Rosa en suelo australiano. |  |
| 9 de noviembre de 2003   | Copa del Mundo de Rugby 2003 | Brisbane    | Gales (ganado 28-17)          | 1 c, 6 p, 1 d      | 23             | |  |
| 16 de noviembre de 2003  | Copa del Mundo de Rugby 2003 | Sídney      | Francia (ganado 24-7)         | 5 p, 3 d           | 24             | |  |
| 22 de noviembre de 2003  | Copa del Mundo de Rugby 2003 | Sídney      | Australia (ganado 20-17)      | 4 p, 1 d           | 15             | Un drop de Wilkinson en el último minuto de la prórroga da la Copa del Mundo de Rugby a la selección nacional de Inglaterra. Es la primera vez (y, hasta ahora, la única) que una selección del Hemisferio Norte lo consigue. |  |
| 22 de septiembre de 2007 | Copa del Mundo de Rugby 2007 | Nantes      | Samoa (ganado 44-22)          | 3 c, 4 p, 2 d      | 24             | |  |
| 6 de octubre de 2007     | Copa del Mundo de Rugby 2007 | París       | Australia (ganado 12-10)      | 4 p                | 12             | |  |
| 13 de octubre de 2007    | Copa del Mundo de Rugby 2007 | París       | Francia (ganado 14-9)         | 2 p, 1 d           | 9              | Wilkinson echa a Francia de nuevo de la Copa del Mundo. |  |
| 20 de octubre de 2007    | Copa del Mundo de Rugby 2007 | París       | Sudáfrica (perdido 6-15)      | 2 p                | 6              | |  |
| 2 de febrero de 2008     | 6 Naciones                   | Twickenham  | Gales (perdido 19-26)         | 1 c, 3 p, 1 d      | 14             | |  |
| 10 de febrero de 2008    | 6 Naciones                   | Roma        | Italia (ganado 23-19)         | 2 c, 3 p           | 13             | Wilkinson sobrepasa la cifra de 1000 puntos conseguidos para la selección nacional de rugby de Inglaterra. |  |
| 24 de febrero de 2008    | 6 Naciones                   | París       | Francia (ganado 24-13)        | 1 c, 3 p, 1 d      | 14             | Wilikinson consigue su 29.º drop en partido internacional, un récord mundial. |  |
| 8 de marzo de 2008       | 6 Naciones                   | Murrayfield | Escocia (perdido 9-15)        | 3 p                | 9              | Wilkinson supera el récord de Neil Jenkins de 1090 puntos en partidos internacionales. |  |

Jonny Wilkinson ha jugado más de 58 partidos con Inglaterra y ha logrado 906 puntos con la selección nacional (récord de Inglaterra). Se destaca principalmente por su patada a los palos, además de por sus buenos pases y juego en equipo.
En el transcurso del partido que enfrentó a Inglaterra contra Australia, en los cuartos de final de la Copa Mundial de Rugby de 2007, Jonny Wilkinson marcó 12 puntos, la totalidad de los puntos marcados por su equipo en ese encuentro, y que convirtieron a Wilkinson en el mayor anotador en la historia de los mundiales. Dicho partido finalizó 12-10 con victoria para el equipo del XV de la rosa (Inglaterra).
En la actualidad está jugando para Inglaterra el Torneo de las 6 Naciones edición 2008. En el partido del día 10 de febrero de 2008, Wilkinson atravesó la barrera de los 1000 puntos anotados para su selección y solo es superado en el Rugby Internacional por el galés, ya retirado, Neil Jenkins.

### Participaciones en el Torneo de las Seis Naciones
- 1998, 1999, 2000, 2001, 2002, 2003, 2007.

Campeón del torneo con la Selección nacional de Inglaterra (XV de la Rosa) en las ediciones de 2000, 2001 y 2003.

### Participaciones en Copas del Mundo
- 2007: 1 selección (Samoa), 2 p., 1 d., 2 t. (13 puntos)
- 2003: campeón del mundo, 6 selecciones Georgia, Sudáfrica, Samoa, Gales, Francia, Australia, 23 p., 8 d., 10 t. (113 puntos)
- 1999: 4 selecciones Italia, Nueva Zelanda, Fiyi, Sudáfrica, 1 ensayo, 16 p., 8 t. (69 puntos)

### Clubes
| Club              | País       | Año       |
| ----------------- | ---------- | --------- |
| Newcastle Falcons | Inglaterra | 1997-2009 |
| RC Toulon         | Francia    | 2009-2014 |

### Palmarés
(Al 21/09/2007)
- 60 partidos con la selección nacional de rugby de Inglaterra entre 1998 y 2007.
- 915 puntos (6 ensayos, 183 golpes de castigo, 22 drops, 135 transformaciones) (alcanzó los 1.009 puntos en el partido del VI Naciones 2008 contra Italia, jugado en el estado Flaminio de Roma, el día 10 de febrero de 2008).
- Selecciones por año : 3 en 1998, 11 en 1999, 9 en 2000, 7 en 2001, 8 en 2002, 14 en 2003, 8 en 2007.
- Es el máximo anotador de la historia de la Premiership Rugby (Liga Inglesa de Rugby Union), de la Copa del Mundo de Rugby y del Torneo de las VI Naciones.